# Planisphère (EP)
Pour les articles homonymes, voir Planisphère (homonymie).
Albums de Justice
†
(2007) A Cross the Universe
(2008)
Planisphère est un EP du duo parisien de musique électronique Justice, publié en 2008 par Ed Banger Records. Il a été initialement composé pour le défilé Dior Homme Printemps/Été 2009, présenté à Paris le 8 juillet.

## Contexte

### Musique
Le duo a expliqué dans un entretien pour Konbini que Planisphère était à l'origine une boucle de 2 minutes seulement, qui a ensuite été étendue pour les besoins du défilé. Gaspard Augé y compare également l'EP à une bande originale, avec « un thème principal qui est arrangé de manière soit joyeuse, soit inquiétante, soit mélancolique avec la même base mélodique. C'était intéressant de faire ça sur Planisphère ».

### Sortie et promotion
Lors de sa sortie en 2008, l'EP est uniquement disponible à l'écoute sur Internet. En 2011, Planisphère est présent en tant que piste bonus de l'album Audio, Video, Disco sur les plateformes de téléchargement numérique. En 2022, soit 14 ans après la sortie de l'EP, Ed Banger Records annonce une sortie vinyle de Planisphère, répondant ainsi aux demandes des fans du groupe,.
Des extraits de Planisphère apparaissent dans le film A Cross the Universe (en), suivant la tournée nord-américaine du groupe en 2008.

## Liste des titres
La liste ci-dessous est tirée de la re-sortie de Planisphère en 2022.
| 1.    | Planisphere Part. I   | 7:22 |
| 2.    | Planisphere Part. II  | 2:18 |
| 3.    | Planisphere Part. III | 3:30 |
| 4.    | Planisphere Part. IV  | 4:27 |
| 17:41 |                       |      |